# Frickingen
Frickingen település Németországban, azon belül Baden-Württembergben. Lakosainak száma 3185 fő (2023. december 31.). Frickingen Überlingen és Heiligenberg községekkel határos.

## Népesség
A település népessége az elmúlt években az alábbi módon változott:
| Lakosok száma | 1868 | 2123 | 2132 | 2246 | 2204 | 2422 | 2588 | 2745 | 2886 | 3185 |
|               | 1961 | 1967 | 1974 | 1980 | 1987 | 1993 | 2000 | 2006 | 2013 | 2023 |